# Михэлаша
Михэлаша (рум. Mihălaşa) — село в Теленештском районе Молдовы. Наряду с селом Новая Михэлаша входит в состав города Теленешты.

## География
Село расположено на высоте 69 метров над уровнем моря.

## Население
По данным переписи населения 2004 года, в селе Михэлаша проживает 1350 человек (686 мужчин, 664 женщины).
Этнический состав села:
| Национальность | Число жителей | Процентный состав |
| -------------- | ------------- | ----------------- |
| молдаване      | 1312          | 97,19             |
| румыны         | 27            | 2,0               |
| русские        | 10            | 0,74              |
| украинцы       | 1             | 0,07              |
| Всего          | 1350          | 100 %             |